# 索尔德河畔梅内特雷奥勒
索尔德河畔梅内特雷奥勒（法語：Ménétréol-sur-Sauldre，法語發音：[menetʁeɔl syʁ soldʁ]）是法国谢尔省的一个市镇，位于该省北部，属于维耶尔宗区。

## 地理
索尔德河畔梅内特雷奥勒（47°26'53"N, 2°18'29"E）面积50.08 平方千米，位于法国中央-卢瓦尔河谷大区谢尔省，该省份为法国中部省份，北起卢瓦雷省，西接卢瓦-谢尔省和安德尔省，南至克勒兹省，东南接阿列省，东临涅夫勒省。
与索尔德河畔梅内特雷奥勒接壤的市镇（或旧市镇、城区）包括：埃诺德尔、普雷利、圣蒙泰娜、苏埃姆。

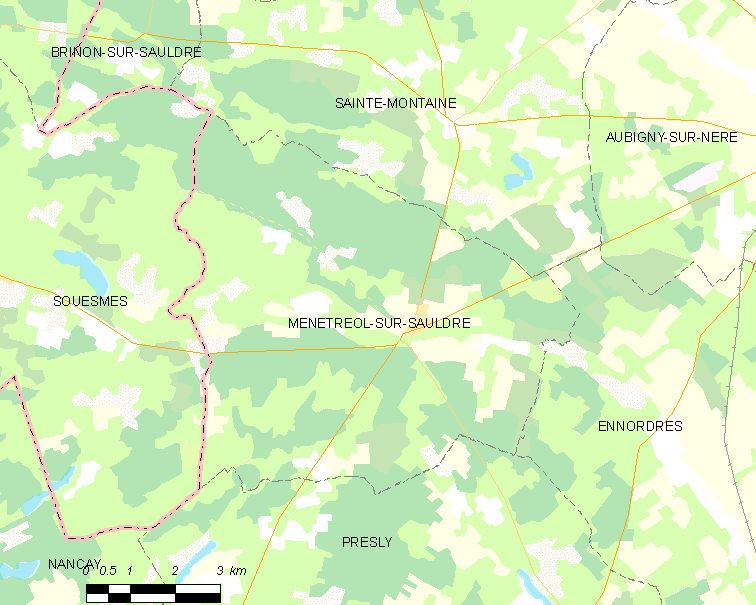
索尔德河畔梅内特雷奥勒的OSM定位图

索尔德河畔梅内特雷奥勒的时区为UTC+01:00、UTC+02:00（夏令时）。

## 行政
索尔德河畔梅内特雷奥勒的邮政编码为18700，INSEE市镇编码为18147。

## 政治
索尔德河畔梅内特雷奥勒所属的省级选区为内尔河畔欧比尼县。

## 人口

1962-2008年间索尔德河畔梅内特雷奥勒人口变化图示

索尔德河畔梅内特雷奥勒于2022年1月1日时的人口数量为196人。